# M1 (Russland)
Die M1 Belarus (russisch М1 «Беларусь») ist eine Fernstraße in Russland. Sie war Teil des Fernstraßennetzes der Sowjetunion.
Die M1 ist Teil der Europastraße 30 und damit eine der wichtigsten Straßenverbindungen Russlands, da sie die russische Hauptstadt Moskau mit dem Westen Europas verbindet. Im Asiatischen Fernstraßennetz ist sie Teil des Asian Highway 6 (AH 6). Heute wird sie in Russland „Belarus“ genannt, da sie Moskau mit Belarus verbindet.
Die M1 führt vom Moskauer Autobahnring in westlicher Richtung aus der Hauptstadt heraus, durch den Moskauer Vorort Odinzowo an Moschaisk vorbei in die Oblast Smolensk. An Wjasma, Safonowo und Smolensk vorbei verläuft die M1 bis zur belarussischen Grenze. Die M1 ist zwischen Moskau und Kubinka als Schnellstraße ausgebaut und teilweise mautpflichtig. Der zuständige Betreiber für die mautpflichtige Abschnitte ist Awtodor.

## Geschichte
Während den Olympischen Sommerspielen 1980 in Moskau wurde auf der M1 zwischen Streckenkilometer 23 und 73 das Mannschaftszeitfahren im Straßenradsport ausgetragen.

## Galerie

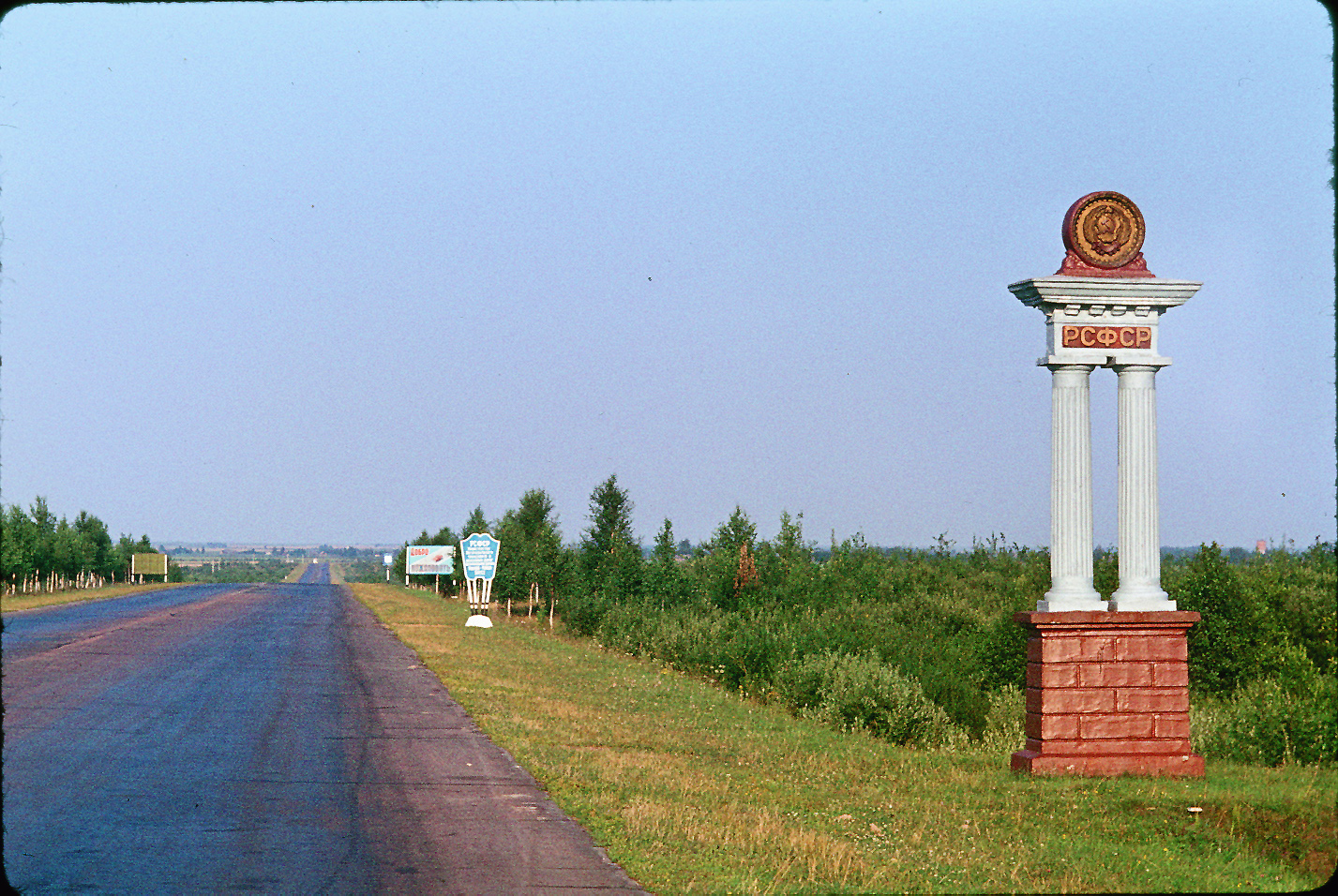
Die M1 bei der Grenze der russisch-weißrussischen Sowjetrepubliken (1964)
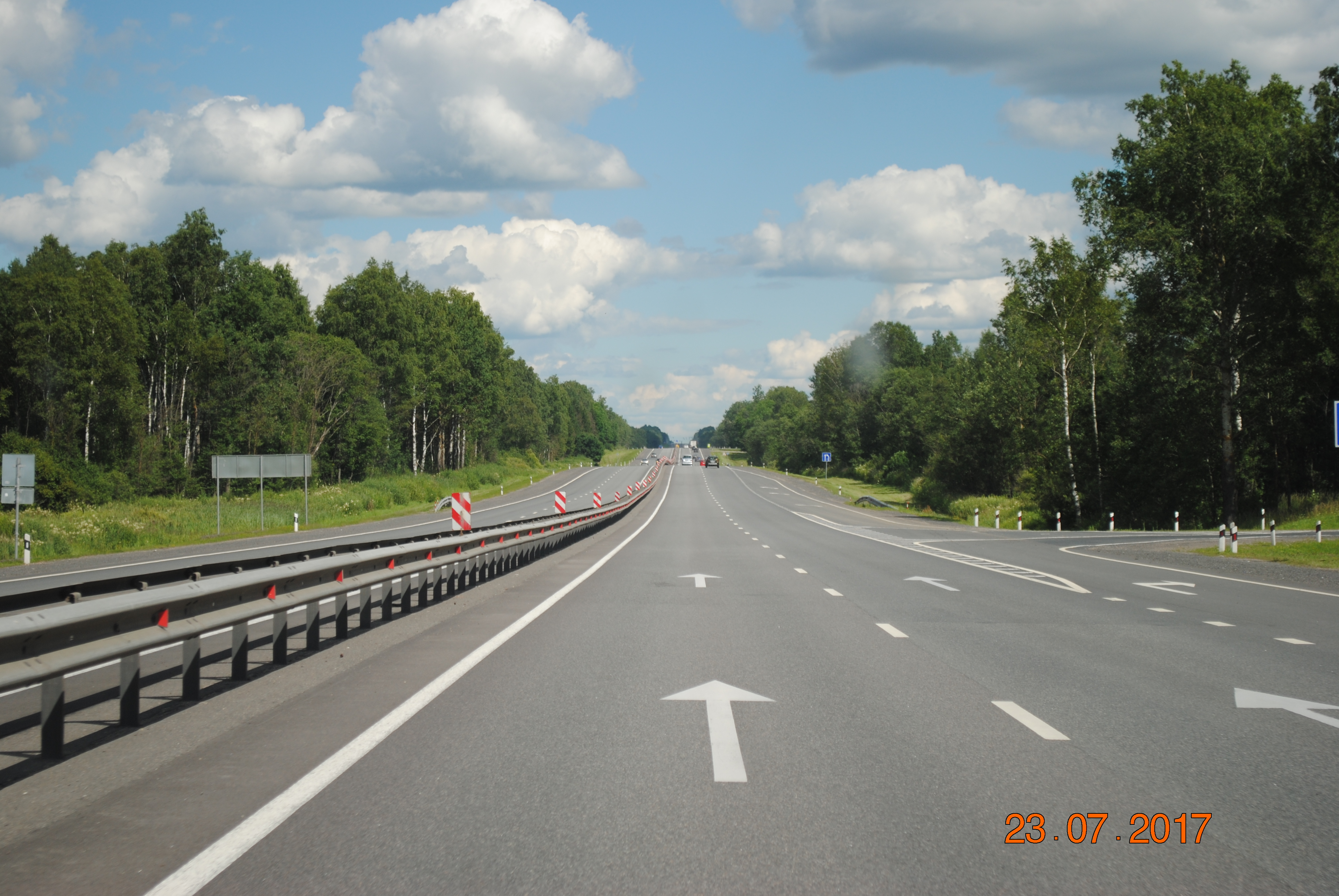
Die M1 in der Oblast Smolensk (2017)